# Eredienst
Een eredienst is een uiterlijke vorm van godsdienstoefening om voorouders, goden of God eer te bewijzen, waarbij rituelen en ceremoniën worden uitgevoerd, meestal door priesters of andere religieuze leiders, in aanwezigheid van een groep gelovigen.
In het christendom wordt het geheel van voorgeschreven gebeden, lezingen, preken en rituele handelingen die een eredienst uitmaken ook wel de liturgie genoemd. Bij sommige andere godsdiensten staat het individuele gebed of de devotie centraal, die thuis kunnen worden uitgeoefend, maar ook tijdens informele gebedsbijeenkomsten of erediensten in bijvoorbeeld een moskee of tempel. De rituelen en ceremoniën zijn dan meestal minimaal.
Verschillende godsdiensten hebben verschillende vormen van erediensten, zoals:
- een animistische cultus in het animisme
- een tempelceremonie in het Hindoeïsme of Boeddhisme, meestal op een bepaalde feestdag
- een joodse gebedsdienst met Thora-lezing in een synagoge
- het vrijdaggebed in een moskee
- de Byzantijnse liturgie in het oosters christendom
- de mis en de eredienst in de Katholieke Kerk
- een kerkdienst in het protestantisme